# Johann Karlen
Johann Karlen (* 20. September 1807 in Erlenbach im Simmental; † nach 1859 in den USA) war ein Schweizer Arzt und Politiker. Von 1848 bis 1850 gehörte er dem Nationalrat an.

## Biografie
Johann Karlen war der Sohn eines Gastwirts. Er absolvierte in Deutschland ein Medizinstudium, unter anderem an der Universität Heidelberg, wo er sich 1831 dem Corps Helvetia anschloss. Nach dem Studienabschluss liess er sich als Arzt in Thierachern nieder, wo er das Herrenhaus Mühlematt besass. Karlen gehörte der radikalliberalen Bewegung an. Er nahm im März 1845 am Zweiten Freischarenzug nach Luzern und im Range eines Majors im November 1847 am Sonderbundskrieg teil. 
In den Jahren 1846 bis 1847, 1848 bis 1849 und 1850 bis 1853 sass Karlen im Grossen Rat des Kantons Bern. Er kandidierte im Oktober 1848 mit Erfolg zu den ersten Parlamentswahlen an und vertrat daraufhin den Wahlkreis Oberland im Nationalrat. Wegen eines Richtungskonflikts mit den Freisinnigen legte er im Oktober 1850 seine Mandate nieder. Politisch engagierte sich Karlen gegen die Armut der Bauernschaft und die Vormachtstellung der Advokaten. 1848 und 1849 nahm er politische Flüchtlinge aus Deutschland bei sich auf. 1859 wanderte er in die USA aus, wo sich seine Spur verliert.
Sein jüngerer Bruder Jakob Karlen und sein Cousin Johann Jakob Karlen waren ebenfalls Nationalräte.